# William F. Knowland
William Fife Knowland, född 26 juni 1908 i Alameda, Kalifornien, död 23 februari 1974 i Sonoma County, Kalifornien, var en amerikansk republikansk politiker och publicist.

## Biografi
Knowland föddes i staden Alameda i Alameda County under tiden då fadern Joseph R. Knowland (känd som "JR" Knowland) var republikansk ledamot av USA:s representanthus. Han hade en äldre syster, Elinor (1895-1978) och en äldre bror, Russ (Joseph R. Knowland, Jr., 1901-1961). Modern Elinor Fife Knowland avled 20 juli 1908, mindre än en månad efter Williams födelse. Fadern gifte om sig med Emelyn S. West.
Knowland gifte sig 1926 med Helen Davis Herrick. Parets skilsmässa blev officiell 15 mars 1972 och han gifte om sig 29 april 1972 med Ann Dickson.
Knowland var ledamot av Kaliforniens delstatsförsamling 1933-1935 och senator i Kaliforniens senat 1935-1939. Han deltog sedan i andra världskriget tjänstgörande i USA:s armé.
Senator Hiram Johnson avled 6 augusti 1945. Kaliforniens guvernör Earl Warren tänkte först utse fadern JR Knowland till senator. Fadern tackade nej och svarade "Bring my boy Billy home", eftersom sonen ännu var i aktiv krigstjänst. Warren beslöt sig för att ge utnämningen åt sonen och major Knowland tillträdde 6 september 1945 som senator i USA:s senat för Kalifornien.
I senaten blev Knowland republikanernas ledare efter Robert Tafts död 1953. Han var majoritetsledare 1953-1955 och minoritetsledare 1955-1959. Knowland bestämde sig för att inte kandidera till omval i 1958 års kongressval trots faderns önskemål om att han skulle ha stannat kvar i senaten. I stället förlorade han guvernörsvalet i Kalifornien mot Pat Brown.
Efter faderns död 1966 fick han fullständig kontroll över tidningen The Oakland Tribune som direktör, redaktör och utgivare (President, Editor and Publisher). Han fortsatte att utge tidningen fram till sin död. Han avled två dagar efter tidningens hundraårsjubileum, där Kaliforniens guvernör Ronald Reagan hade varit festtalare. Knowland hade skjutit sig själv.